# Дун'ян
Дун'ян (спрощ.: 东阳; кит. трад.: 東陽; піньїнь: Dōngyáng) — міський повіт у складі міста Цзіньхуа (провінція Чжецзян). Повіту підпорядковані 11 містечок, 1 волость і шість районів. Є частиною економічного регіону Дельти річки Янцзи.

## Географія
Дун'ян розташовується на сході префектури за 200 км на південь від Ханчжоу у верхів'ях однойменної річки (басейн Цяньтану).

### Клімат
Місто знаходиться у зоні, котра характеризується вологим субтропічним кліматом. Найтепліший місяць — липень із середньою температурою 29 °C (84.2 °F). Найхолодніший місяць — січень, із середньою температурою 5.1 °С (41.2 °F).
| Клімат Дун'яна          | Клімат Дун'яна | Клімат Дун'яна | Клімат Дун'яна | Клімат Дун'яна | Клімат Дун'яна | Клімат Дун'яна | Клімат Дун'яна | Клімат Дун'яна | Клімат Дун'яна | Клімат Дун'яна | Клімат Дун'яна | Клімат Дун'яна | Клімат Дун'яна |
| Показник                | Січ.           | Лют.           | Бер.           | Квіт.          | Трав.          | Черв.          | Лип.           | Серп.          | Вер.           | Жовт.          | Лист.          | Груд.          | Рік            |
| Середній максимум, °C   | 8,5            | 9,3            | 13,8           | 20             | 24,5           | 27,4           | 32,2           | 31,7           | 26,9           | 22             | 16,6           | 11             | 20,3           |
| Середня температура, °C | 5,1            | 6,3            | 10,6           | 16,7           | 21,4           | 24,8           | 29             | 28,4           | 24,1           | 18,6           | 13             | 7,3            | 17,1           |
| Середній мінімум, °C    | 0,4            | 1,6            | 5,5            | 11,2           | 16,2           | 20             | 23,7           | 23,2           | 19,3           | 13,5           | 7,9            | 2,1            | 12,1           |
| Норма опадів, мм        | 53.9           | 87.3           | 121            | 151.4          | 196.5          | 222.8          | 132.2          | 134.5          | 149.7          | 76.6           | 58.1           | 44.6           | 1428.6         |
| Днів з опадами          | 13,7           | 15,1           | 18,3           | 18,2           | 18,2           | 16,8           | 12,6           | 13,4           | 13,3           | 11,8           | 11,8           | 12,4           | 175,6          |
| Вологість повітря, %    | 75.5           | 78.8           | 80.7           | 81.1           | 81.5           | 84.8           | 80.9           | 80             | 81.6           | 78.9           | 75.9           | 73.9           | 79.5           |
| ----------------------- | -------------- | -------------- | -------------- | -------------- | -------------- | -------------- | -------------- | -------------- | -------------- | -------------- | -------------- | -------------- | -------------- |
| Джерело: Weatherbase    |                |                |                |                |                |                |                |                |                |                |                |                |                |